# Гавшев, Стефан Иванович
Стефан Иванович Гавшев (4 января 1936, село Бузулукское, Оренбургская область — 29 января 1998, Москва) — священнослужитель Русской православной церкви, архидиакон патриарха Московского и всея Руси Пимена.

## Биография
Родился в семье священника. Окончил Ленинградскую Духовную семинарию.
Рукоположён в сан диакона 1 января 1961 года в Никольском кафедральном соборе Казани епископом Казанским и Марийским Михаилом (Воскресенским).
В 1966 году переехал в Москву, служил в Успенском храме Новодевичьего монастыря, затем в храме Святителя Николая в Хамовниках.
22 февраля 1973 года определением патриарха Пимена назначен в Патриарший Богоявленский кафедральный собор с возведением в сан патриаршего архидиакона.
В 1990 году, после кончины Патриарха Пимена, переведён в Воскресенский храм Москвы в Сокольниках, в котором прослужил до января 1995 года. Ушёл на покой в связи с болезнью.
Скончался 29 января 1998 года, похоронен на Игумновском кладбище Раменского района Московской области.

## Воспоминания о архидиаконе Стефане
…Самый известный был архидиакон Розов, от него записи даже остались архивные, он был патриарший; был Холмогоров, а при Патриархе Пимене был архидиакон Стефан Гавшев, тоже совершенно потрясающий. Это архидиаконы с манерой, которая теперь совершенно утрачена. Голосистые иногда и сейчас встречаются, но культура протодиаконского служения при архиереях во многом утрачена. Конечно, громко кричат и правильно поворачиваются, но тогда у каждого был свой стиль. Я Холмогорова не помню, а отец Стефан Гавшев служил так, что не рыком брал, как о протодиаконах говорят, а когда читал Евангелие, это в такую переходило вибрацию, что с одной стороны, его почти не слышно было вроде бы, а изнутри все вибрирует. Звук как-то внутрь проникал и тебя потрясал совершенно. И их, конечно, очень любили. Любили не ради какого-то лесковского купечества — кто громче крикнет или еще что-то — не в этом дело. Их любили, потому что это действительно была красота богослужения.

И при этом тот же отец Стефан потом, когда скончался Патриарх Пимен, попросил оставить его просто приходским диаконом, потому что он с другим служить уже не сможет — ни с Патриархом, ни с архиереем. Они умели еще и друг к другу так относиться — не как к функциональной единице: с одним послужил, с другим послужил…

## Награды
- Орден святого равноапостольного великого князя Владимира II и III степени
- Орден преподобного Сергия Радонежского II и III степени
- Орден святого благоверного князя Даниила Московского III степени
- ордена Иерусалимской и Болгарской церквей